# Andreas Thier
Andreas Thier (né le 31 janvier 1963 à Essen) est un historien du droit allemand et professeur à l'Université de Zurich.

## Biographie
Andreas Thier étudie le droit (examens d'État 1989, 1994) et l'histoire (MA 1990 avec Thomas Nipperdey) à l'Université Louis-et-Maximilien de Munich en tant que boursier de la Fondation académique nationale allemande. Il obtient son doctorat auprès de Peter Landau en 1998 avec une thèse sur les réformes fiscales de l'État en Prusse de 1871 à 1893. En 1998, il reçoit pour sa thèse le prix de la Fondation Wallburga-Riedel et le prix Max-Weber de l'Académie bavaroise des sciences. Il complète son habilitation en 2001 par une thèse sur la nomination des évêques dans l'histoire du suffrage ecclésial jusqu'en 1140
En 2002/03, il représente la chaire de droit civil et d'histoire du droit allemand à l'Université westphalienne Guillaume de Münster. En 2003, il est nommé professeur C4. Il y dirige également l'Institut d'histoire du droit. Depuis 2004, il est professeur d'histoire du droit, de droit canonique, de théorie du droit et de droit privé à l'Université de Zurich et directeur du Centre de recherche en histoire du droit (ZrF) ainsi que membre du Centre de compétence en études médiévales de Zurich. En 2005, il devient membre de la direction du Centre national de compétence en recherche (PRN). De 2006 à 2010, il est également membre du Centre de compétence zurichois en herméneutique (ZKH). En 2007, il reçoit le prix d'excellence pour les enseignants du Master en droit des affaires européen et international de l'Université de Saint-Gall. En 2008, il est professeur invité de droit à la faculté de droit de l'Université de Chicago. Il refuse les appels à candidatures pour des chaires d’histoire du droit aux universités de Munich (2008) et de Francfort-sur-le-Main (2011)[source détournée].
Il est membre, entre autres, de la Iuris Canonici Medii Aevi Consociatio, de la Commission historique prussienne, de l'Association d'histoire constitutionnelle (de), de l'Association des professeurs de droit civil (de), du Groupe de travail sur l'histoire de la Prusse (de) et de la Société américaine d'histoire juridique. Il est également co-éditeur de la revue électronique d'histoire du droit Forum historiae iuris (de) et de la Zeitschrift der Savigny-Stiftung für Rechtsgeschichte (de). Des commentaires sont faits, entre autres, dans le Historisch-kritischen Kommentar zum BGB et il contribue au Handwörterbuch zur deutschen Rechtsgeschichte (de) et à la Neue Deutsche Biographie.

## Publications (sélection)
Monographies
- Steuergesetzgebung und Verfassung in der konstitutionellen Monarchie. Staatssteuerreformen in Preußen 1871–1893 (= Studien zur europäischen Rechtsgeschichte. Volume 119). Klostermann, Francfort-sur-le-Main 1999,  (ISBN 3-465-02789-2). (zugleich Dissertation, LMU München, 1998).
- Hierarchie und Autonomie. Regelungstraditionen der Bischofsbestellung in der Geschichte des kirchlichen Wahlrechts bis 1140 (= Studien zur europäischen Rechtsgeschichte. Volume 257). Klostermann, Francfort-sur-le-Main 2011,  (ISBN 978-3-465-04113-9). (zugleich Habilitationsschrift, LMU München, 2001).

Rédactions
- avec Guido Pfeifer (de), Philipp Grzimek: Kontinuitäten und Zäsuren in der europäischen Rechtsgeschichte (= Rechtshistorische Reihe. Band 196). Lang, Francfort-sur-le-Main unter anderem 1999,  (ISBN 3-631-34882-7).
- avec Heiner Lück, Michele Luminati (de), Marcel Senn (de): Thesaurus historiae iuris. Clausdieter Schott zum 75. Geburtstag. PJV, Halle/Saale 2011,  (ISBN 978-3-941226-22-7).
- avec Lothar Schilling (de), Christoph Schönberger (de): Verfassung und Öffentlichkeit in der Verfassungsgeschichte. Tagung der Vereinigung für Verfassungsgeschichte vom 22. bis 24. Februar 2016 auf der Insel Reichenau. Duncker & Humblot, Berlin 2020,  (ISBN 978-3-428-15997-0).
- avec Lea Schwab: 1914. vdf, Hochschulverlag an der ETH Zürich, Zurich 2018,  (ISBN 978-3-7281-3636-7).